# Adam Sandler
Adam Richard Sandler (Nueva York, 9 de septiembre de 1966) es un comediante, actor, escritor, cantante y productor estadounidense. Después de convertirse en miembro del elenco de Saturday Night Live, ha protagonizado una gran cantidad de películas de Hollywood que han recaudado cerca de dos mil millones de dólares de taquilla.
Sus papeles en cine incluyen producciones como Billy Madison (1995), las comedias deportivas Happy Gilmore (1996) y The Waterboy (1998) y las comedias románticas The Wedding Singer (1998), Big Daddy (1999) y Mr. Deeds (2002). Además, ha aportado la voz en inglés de Drácula en la franquicia de películas animadas Hotel Transylvania.
Algunas de sus películas, como Jack and Jill, duramente criticada a nivel mundial, le han valido numerosas nominaciones a los Premios Golden Raspberry. Sin embargo, películas de corte dramático como Punch-Drunk Love (2001), Spanglish (2004), Reign Over Me (2007), Funny People (2009), The Meyerowitz Stories (2017), Uncut Gems (2019) y Hustle (2022) han sido aclamadas por la crítica especializada.

## Biografía
Sandler nació en Brooklyn, Nueva York criado en el seno de una familia judía de origen ruso y criado en Mánchester en el estado de Nuevo Hampshire, Sandler tuvo el primer encuentro con la comedia a los doce años, con una  actuación espontánea en el club Basthon. Desde entonces actuó con regularidad en clubes de comedia por todo el estado mientras obtenía el título de Bellas Artes por la Universidad de Nueva York.

## Carrera
Debutó en el cine con Going Overboard, en 1989. A partir de entonces, comenzó a trabajar en películas que alcanzaron éxito de taquilla, como Airheads, Happy Gilmore, The Wedding Singer, The Waterboy, Big Daddy y Mr. Deeds.[cita requerida]
En su filmografía, figuran las comedias Click, The Longest Yard, I Now Pronounce You Chuck and Larry, Anger Management, esta última con Jack Nicholson. También, Punch-Drunk Love, de Paul Thomas Anderson, por la que fue nominado a un Globo de Oro como mejor actor, y la comedia romántica 50 First Dates, junto a Drew Barrymore.[cita requerida]
Durante su carrera, Sandler se ha involucrado en todos los aspectos de la producción de películas. Colaboró en los guiones de Little Nicky, Billy Madison, Big Daddy y The Wedding Singer, entre otros. También trabajó como productor ejecutivo en diferentes rodajes.[cita requerida]
Sandler pasa tiempo en su estudio de grabación, durante sus descansos en su ocupada agenda de rodaje. Varios de sus álbumes de comedia para Warner Bros Records han recibido el premio multiplatino. Hace varios años, lanzó una página web en la que va incluyendo minipelículas protagonizadas por él mismo, el equipo de Happy Madison Productions y su perro Meatball, todos ellos en su rutina diaria.[cita requerida]  El estilo actoral de Sandler es combinar personajes honestos y creíbles con gags bien elaborados.
Vanity Fair publicó la lista de las 40 más importantes celebridades de Hollywood con más ingresos a lo largo de 2010. Sandler fue clasificado número 7 en la lista, ganó aproximadamente 50 millones de dólares por sus películas.
En varias de sus películas está acompañado por los actores Rob Schneider, Kevin James, David Spade, Chris Rock (tres de sus compañeros en Saturday Night Live), Steve Buscemi, Nick Swardson, Allen Covert, Kevin Nealon, Jon Lovitz, Henry Winkler y John Turturro, entre otros.

## Filmografía

### Películas
}

### Televisión
| Año  | Película                                  | Personaje                                           | Actor               | Productor           | Escritor                                  | Notas                                     |
| ---- | ----------------------------------------- | --------------------------------------------------- | ------------------- | ------------------- | ----------------------------------------- | ----------------------------------------- |
| 1989 | Going Overboard                           | Shecky Moskowitz                                    | Sí                  |                     | Sí                                        |                                           |
| 1991 | Shakes the Clown                          | Dink el payaso                                      | Sí                  |                     |                                           |                                           |
| 1993 | Coneheads                                 | Carmine Weiner                                      | Sí                  |                     |                                           |                                           |
| 1994 | Airheads                                  | Pip                                                 | Sí                  |                     |                                           |                                           |
| 1994 | Mixed Nuts                                | Louie                                               | Sí                  |                     |                                           |                                           |
| 1995 | Billy Madison                             | Billy Madison                                       | Sí                  | Sí                  |                                           |                                           |
| 1996 | Happy Gilmore                             | Happy Gilmore                                       | Sí                  | Sí                  |                                           |                                           |
| 1996 | Bulletproof                               | Archie Moses                                        | Sí                  |                     |                                           |                                           |
| 1998 | The Wedding Singer                        | Robbie Hart                                         | Sí                  |                     |                                           |                                           |
| 1998 | Dirty Work                                | Satan                                               | Sí                  | Cameo sin acreditar |                                           |                                           |
| 1998 | The Waterboy                              | Robert "Bobby" Boucher Jr                           | Sí                  | Sí                  | Sí                                        | Productor ejecutivo                       |
| 1999 | Big Daddy                                 | Sonny Koufax                                        | Sí                  | Sí                  | Sí                                        | Productor ejecutivo                       |
| 1999 | Deuce Bigalow: Male Gigolo                | Robert Justin                                       | Sí                  | Sí                  |                                           | Voz, Cameo y Productor ejecutivo          |
| 2000 | Little Nicky                              | Nicholas "Littly Nicky"                             | Sí                  | Sí                  | Sí                                        | Productor ejecutivo                       |
| 2001 | Joe Dirt                                  |                                                     |                     | Sí                  |                                           | Productor ejecutivo                       |
| 2001 | The Animal                                | Townie                                              | Sí                  | Sí                  | Cameo y Productor ejecutivo               |                                           |
| 2002 | Punch-Drunk Love                          | Barry Egan                                          | Sí                  |                     |                                           |                                           |
| 2002 | Mr. Deeds                                 | Longfellow Deeds                                    | Sí                  | Sí                  | Productor ejecutivo                       |                                           |
| 2002 | The Master of Disguise                    |                                                     |                     | Sí                  | Productor ejecutivo                       |                                           |
| 2002 | Eight Crazy Nights                        | Davey Stone / Whitey Duvall / Eleanor Duvall / Deer | Sí                  | Sí                  | Sí                                        | Voz                                       |
| 2002 | The Hot Chick                             | Mambuza Bongo Guy                                   | Sí                  | Sí                  |                                           | Cameo sin acreditar y Productor ejecutivo |
| 2003 | Pauly Shore is Dead                       | Él mismo                                            | Sí                  |                     | Voz, Cameo Documental                     |                                           |
| 2003 | Couch                                     | Couch Testing Guy                                   | Sí                  | Sí                  | Cortometraje                              |                                           |
| 2003 | Stupidity                                 | Él mismo                                            | Sí                  |                     | Documental                                |                                           |
| 2003 | Anger Management                          | Dave Buznik                                         | Sí                  | Sí                  | Productor ejecutivo                       |                                           |
| 2003 | Dickie Roberts: Former Child Star         |                                                     |                     | Sí                  |                                           |                                           |
| 2004 | 50 First Dates                            | Henry Roth                                          | Sí                  |                     |                                           |                                           |
| 2004 | Spanglish                                 | John Clasky                                         | Sí                  |                     |                                           |                                           |
| 2005 | The Longest Yard                          | Paul Crewe                                          | Sí                  | Sí                  | Productor ejecutivo                       |                                           |
| 2005 | Deuce Bigalow: Gigolo Europeo             | Javier Sandooski                                    | Sí                  | Sí                  | Cameo sin acreditar y Productor ejecutivo |                                           |
| 2006 | Grandma's Boy                             |                                                     |                     | Sí                  | Productor ejecutivo                       |                                           |
| 2006 | The Benchwarmers                          |                                                     |                     | Sí                  |                                           |                                           |
| 2006 | Click                                     | Michael Newman                                      | Sí                  | Sí                  |                                           |                                           |
| 2007 | Reign Over Me                             | Charlie Fineman                                     | Sí                  |                     |                                           |                                           |
| 2007 | I Now Pronounce You Chuck and Larry       | Chuck Levine                                        | Sí                  | Sí                  |                                           |                                           |
| 2008 | Strange Wilderness                        |                                                     |                     | Sí                  | Productor ejecutivo                       |                                           |
| 2008 | You Don't Mess with the Zohan             | Zohan Dvir / Scrappy Coco                           | Sí                  | Sí                  | Sí                                        |                                           |
| 2008 | The House Bunny                           |                                                     |                     | Sí                  |                                           |                                           |
| 2008 | Bedtime Stories                           | Skeeter Bronson                                     | Sí                  | Sí                  |                                           |                                           |
| 2009 | Paul Blart: Mall Cop                      |                                                     |                     | Sí                  |                                           |                                           |
| 2009 | Funny People                              | George Simmons                                      | Sí                  |                     |                                           |                                           |
| 2009 | The Shortcut                              |                                                     |                     | Sí                  | Productor ejecutivo                       |                                           |
| 2010 | Grown Ups                                 | Leonard "Lenny" Feder                               | Sí                  | Sí                  | Sí                                        |                                           |
| 2011 | Just Go With It                           | Dr. Daniel "Danny" Maccabee                         | Sí                  | Sí                  |                                           |                                           |
| 2011 | Zookeeper                                 | Donald the Capuchin Monkey                          | Sí                  | Sí                  | Voz                                       |                                           |
| 2011 | Bucky Larson: Born to Be a Star           |                                                     |                     | Sí                  | Sí                                        |                                           |
| 2011 | Jack and Jill                             | Jack & Jill Sadelstein                              | Sí                  | Sí                  | Sí                                        |                                           |
| 2012 | That's My Boy                             | Donny Berger                                        | Sí                  | Sí                  |                                           |                                           |
| 2012 | Hotel Transylvania                        | Drak, el Conde Drácula                              | Sí                  | Sí                  | Voz, También Productor ejecutivo          |                                           |
| 2012 | Here Comes the Boom                       |                                                     |                     | Sí                  |                                           |                                           |
| 2013 | Grown Ups 2                               | Leonard "Lenny" Feder                               | Sí                  | Sí                  | Sí                                        |                                           |
| 2014 | Blended                                   | Jim Friedman                                        | Sí                  | Sí                  |                                           |                                           |
| 2014 | Top Five                                  | Él mismo                                            | Sí                  |                     | Cameo                                     |                                           |
| 2014 | Men, Women & Children                     | Don Truby                                           | Sí                  |                     |                                           |                                           |
| 2014 | The Cobbler                               | Max Simkin                                          | Sí                  |                     |                                           |                                           |
| 2015 | Paul Blart: Mall Cop 2                    |                                                     |                     | Sí                  |                                           |                                           |
| 2015 | Joe Dirt 2: Beautiful Loser               |                                                     | Productor ejecutivo | Sí                  |                                           |                                           |
| 2015 | Pixels                                    | Sam Brenner                                         | Sí                  | Sí                  |                                           |                                           |
| 2015 | I Am Chris Farley                         | Él mismo                                            | Sí                  |                     | Documental, Cameo                         |                                           |
| 2015 | Hotel Transylvania 2                      | Drak, el Conde Drácula                              | Sí                  | Sí                  | Sí                                        | Voz, También Productor ejecutivo          |
| 2015 | The Ridiculous 6                          | Max Simkin                                          | Sí                  | Sí                  | Sí                                        | Tommy "White Knife" Stockburn             |
| 2016 | The Do-Over                               | Max Kessler                                         | Sí                  | Sí                  |                                           |                                           |
| 2017 | Sandy Wexler                              | Sandy Wexler                                        | Sí                  | Sí                  | Sí                                        |                                           |
| 2017 | The Meyerowitz Stories (New and Selected) | Danny Meyerowitz                                    | Sí                  |                     |                                           |                                           |
| 2017 | Puppy!                                    | Drak, el Conde Drácula                              | Sí                  | Voz, Cortometraje   |                                           |                                           |
| 2018 | The Week Of                               | Kenny Lusting                                       | Sí                  | Sí                  | Sí                                        |                                           |
| 2018 | Hotel Transylvania 3: Summer Vacation     | Drak, el Conde Drácula                              | Sí                  |                     |                                           | Voz                                       |
| 2018 | Adam Sandler 100% Fresh                   | Él mismo                                            | Sí                  | Sí                  | Sí                                        | Stand-up film                             |
| 2019 | Murder Mystery                            | Nick Spitz                                          | Sí                  | Sí                  |                                           |                                           |
| 2019 | Uncut Gems                                | Howard Ratner                                       | Sí                  |                     |                                           |                                           |
| 2020 | Goldman v Silverman                       | Jim Friedman                                        | Sí                  | Sí                  | Cortometraje                              |                                           |
| 2020 | Adam Sandler: Funny Guy                   | Él mismo                                            | Sí                  | Sí                  | Sí                                        | Stand-up film                             |
| 2020 | Nature Planet                             | Narrador                                            | Sí                  |                     | Sí                                        | Cortometraje                              |
| 2020 | The Wrong Missy                           |                                                     |                     |                     | Sí                                        |                                           |
| 2020 | Hubie Halloween                           | Hubie Dubois                                        | Sí                  | Sí                  | Sí                                        |                                           |
| 2022 | Home Team                                 |                                                     |                     |                     | Sí                                        |                                           |
| 2022 | Hustle                                    | Stanley "Sugarman" Beren                            | Sí                  |                     | Sí                                        |                                           |
| 2022 | Norm Macdonald: Nada Especial             | Él mismo                                            | Sí                  |                     | Stand-up film                             |                                           |
| 2023 | Murder Mystery 2                          | Nick Spitz                                          | Sí                  | Sí                  |                                           |                                           |
| 2023 | The Out-Laws                              |                                                     |                     | Sí                  |                                           |                                           |
| 2023 | ¡No estás invitada a mi bat mitzvá!       | Danny Friedman                                      | Sí                  | Sí                  |                                           |                                           |
| 2023 | Leo                                       | Leo                                                 | Sí                  | Sí                  | Sí                                        | Voz                                       |
| 2024 | Spaceman                                  | Jakub Prochãzka                                     | Sí                  |                     |                                           |                                           |
| 2025 | Happy Gilmore 2                           | Happy Gilmore                                       | Sí                  |                     | Sí                                        |                                           |

| Año       | Programa de televisión             | Personaje            | Episodios                                                                   |
| --------- | ---------------------------------- | -------------------- | --------------------------------------------------------------------------- |
| 1987-1990 | Remote Control                     |                      |                                                                             |
| 1984-1988 | La hora de Bill Cosby              | Smitty               | 4 episodios (Episodios: The Locker Room, Dance Mania, The Prom y The Visit) |
| 1990      | The Marshall Chronicles            | Usher                | 1 episodio (Brightman SATyricon)                                            |
| 1990      | ABC Afterschool Specials           | Camello              | 1 episodio (Testing Dirty)                                                  |
| 1991-1995 | Saturday Night Live                | Varios               | 44 episodios                                                                |
| 2001      | Vida universitaria                 | Adam Sandler         | 1 episodio (The Assistant)                                                  |
| 2003      | The Couch                          | El probador de sofás | 1 episodio                                                                  |
| 2005      | Getaway                            | Henry Roth           | 1 episodio ("Found")                                                        |
| 2007      | El rey de Queens                   |                      | 1 episodio                                                                  |
| 2010      | Kids Choice Awards                 | Angel Adam Sandler   | Actuación en Entrega de Premios                                             |
| 2013      | Kids Choice Awards                 | Dracula              | Hotel Transylvania mejor voz de película animada (ganador)                  |
| 2013      | Jessie                             | El mismo             | 1 episodio ("Punch Dumped Love")                                            |
| 2014      | Brooklyn Nine-Nine                 | El mismo             | 1 episodio ("Operation: Broken Father")                                     |
| 2016      | Kevin Can Wait                     | Jimmy Lander         | 1 episodio ("Who's Better Than Us?")                                        |
| 2018      | The Zen Diaries of Garry Shandling | El mismo             | Miniserie, Documental                                                       |

## Discografía
| Año  | Título                          | Certificaciones     |
| ---- | ------------------------------- | ------------------- |
| 1993 | They're All Gonna Laugh at You! | 2x Disco de Platino |
| 1996 | What the Hell Happened to Me?   | 2x Disco de Platino |
| 1997 | What's Your Name?               |                     |
| 1999 | Stan and Judy's Kid             | Disco de oro        |
| 2004 | Shhh...Don't Tell               | Disco de oro        |

## Premios

### Premios Globo de Oro
| Año  | Categoría                       | Película         | Resultado |
| ---- | ------------------------------- | ---------------- | --------- |
| 2003 | Mejor actor - Comedia o musical | Punch-Drunk Love | Nominado  |

### National Board of Review
| Año  | Categoría                               | Película   | Resultado |
| ---- | --------------------------------------- | ---------- | --------- |
| 2020 | National Board of Review al mejor actor | Uncut Gems | Ganador   |

### Premios del Sindicato de Actores
| Año  | Categoría                | Película | Resultado |
| ---- | ------------------------ | -------- | --------- |
| 2023 | Mejor actor protagonista | Hustle   | Nominado  |

### Premios People's Choice
| Año  | Categoría                | Película        | Resultado |
| ---- | ------------------------ | --------------- | --------- |
| 2001 | Mejor Actor - Comedia    | -               | Ganador   |
| 2005 | Mejor Actor - Comedia    | 50 First Dates  | Ganador   |
| 2006 | Mejor Actor - Comedia    | -               | Ganador   |
| 2007 | Mejor Actor - Comedia    | -               | Nominado  |
| 2008 | Mejor Actor - Comedia    | -               | Nominado  |
| 2009 | Mejor Actor - Comedia    | -               | Ganador   |
| 2010 | Mejor Actor - Comedia    | -               | Nominado  |
| 2012 | Mejor Actor - Comedia    | Grown Ups       | Ganador   |
| 2012 | Mejor Película - Comedia | Grown Ups       | Ganador   |
| 2012 | Mejor Actor - Comedia    | Just Go With It | Ganador   |
| 2013 | Mejor Actor - Comedia    | That's My Boy   | Ganador   |
| 2014 | Actor Favorito - Comedia | Grown Ups 2     | Ganador   |

### Kids' Choice Awards
| Año  | Categoría                              | Película             | Resultado |
| ---- | -------------------------------------- | -------------------- | --------- |
| 2007 | Mejor Actor                            | Click                | Ganador   |
| 2012 | Mejor Actor                            | Jack and Jill        | Ganador   |
| 2013 | Voz Favorita para una Película Animada | Hotel Transylvania   | Ganador   |
| 2016 | Película Animada Favorita              | Hotel Transylvania 2 | Ganador   |

### Premios Golden Raspberry
| Año  | Categoría                  | Película                          | Resultado | Ref.                 |
| ---- | -------------------------- | --------------------------------- | --------- | -------------------- |
| 1999 | actor                      | The Waterboy                      | Nominado  | [ 12 ]               |
| 2000 | actor                      | Big Daddy                         | Ganador   | [ 13 ]               |
| 2000 | guion                      | Big Daddy                         | Nominado  | [ 13 ]               |
| 2001 | actor                      | Little Nicky                      | Nominado  | [ 14 ]               |
| 2001 | guion                      | Little Nicky                      | Nominado  | [ 14 ]               |
| 2003 | actor                      | Eight Crazy Nights, Mr. Deeds     | Nominado  | [ 15 ]               |
| 2008 | actor                      | I Now Pronounce You Chuck & Larry | Nominado  | [ 16 ]               |
| 2008 | pareja                     | I Now Pronounce You Chuck & Larry | Nominado  | [ 16 ]               |
| 2008 | película                   | I Now Pronounce You Chuck & Larry | Nominado  | [ 16 ]               |
| 2012 | actor                      | Jack and Jill                     | Ganador   | [ 17 ] [ 18 ] [ 19 ] |
| 2012 | actriz                     | Jack and Jill                     | Ganador   | [ 17 ] [ 18 ] [ 19 ] |
| 2012 | precuela, remake o secuela | Jack and Jill                     | Ganador   | [ 17 ] [ 18 ] [ 19 ] |
| 2012 | película                   | Jack and Jill                     | Ganador   | [ 17 ] [ 18 ] [ 19 ] |
| 2012 | pareja                     | Jack and Jill                     | Ganador   | [ 17 ] [ 18 ] [ 19 ] |
| 2012 | guion                      | Jack and Jill                     | Ganador   | [ 17 ] [ 18 ] [ 19 ] |
| 2012 | equipo                     | Jack and Jill                     | Ganador   | [ 17 ] [ 18 ] [ 19 ] |
| 2012 | pareja                     | Just Go with It                   | Nominado  | [ 17 ] [ 18 ] [ 19 ] |
| 2012 | precuela, remake o secuela | Bucky Larson: Born to Be a Star   | Nominado  | [ 17 ] [ 18 ] [ 19 ] |
| 2012 | Super guion                | Bucky Larson: Born to Be a Star   | Nominado  | [ 17 ] [ 18 ] [ 19 ] |
| 2013 | actor                      | That's My Boy                     | Nominado  | [ 20 ]               |
| 2013 | película                   | That's My Boy                     | Ganador   | [ 20 ]               |
| 2013 | pareja                     | That's My Boy                     | Nominado  | [ 20 ]               |
| 2013 | equipo                     | That's My Boy                     | Nominado  | [ 20 ]               |
| 2014 | actor                      | Grown Ups 2                       | Nominado  | [ 21 ]               |
| 2014 | película                   | Grown Ups 2                       | Nominado  | [ 22 ]               |
| 2014 | precuela, remake o secuela | Grown Ups 2                       | Nominado  | [ 23 ]               |
| 2014 | pareja                     | Grown Ups 2                       | Nominado  | [ 24 ]               |
| 2014 | guion                      | Grown Ups 2                       | Nominado  | [ 25 ]               |
| 2015 | actor                      | Blended                           | Nominado  | [ 26 ]               |
| 2016 | actor                      | Pixels                            | Nominado  | [ 27 ] [ 28 ] [ 29 ] |
| 2016 | película                   | Pixels                            | Nominado  | [ 27 ] [ 28 ] [ 29 ] |
| 2016 | actor                      | The Cobbler                       | Nominado  | [ 27 ] [ 28 ] [ 29 ] |
| 2016 | pareja                     | The Cobbler                       | Nominado  | [ 27 ] [ 28 ] [ 29 ] |
| 2016 | película                   | Paul Blart: Mall Cop 2            | Nominado  | [ 27 ] [ 28 ] [ 29 ] |
| 2016 | precuela, remake o secuela | Paul Blart: Mall Cop 2            | Nominado  | [ 27 ] [ 28 ] [ 29 ] |
| 2020 | Premio a la Redención      | Uncut Gems                        | Nominado  |                      |
| 2021 | Actor                      | El Halloween de Hubie             | Nominado  |                      |
| 2021 | pareja en pantalla         | El Halloween de Hubie             | Nominado  |                      |